# Хаутенг
Хаутенг (на английски: Gauteng [xaʊˈtɛŋ]; на сесото: [xɑ́.ú.ˈtʼè.ŋ̀]) е провинция в Република Южна Африка. По територия заема последно място с площ от 18 178 km² (1,4% от територията на страната). През 2007 година населението на провинцията е 10 667 578 души, като е на 1-во място по гъстота на населението, средно по 586,8 души/km². Образувана е през 1994 г. след административна реформа. Хаутенг е икономически най-развитата провинция на РЮА. Административен център на провинцията е Йоханесбург.

## География

### Административно деление
Провинцията е съставена от два окръга и три градски окръга.
| Карта                   | Окръзи                                                                              |
| ----------------------- | ----------------------------------------------------------------------------------- |
| Административно деление | Окръзи - Западен Ранд - Седибенг Градски окръзи - Екурхулени - Йоханесбург - Тсване |

## Население
- 1996 – 7 348 423 души
- 2001 – 8 837 172 души
- 2006 – 9 211 200 души
- 2007 – 10 667 578 души
- 2010 – 11 191 700 души

### Расов състав
- 73,8 % – чернокожи
- 19,9 % – бели
- 3,8 % – цветнокожи
- 2,5 % – азиатци

### Езици
- 21,5 % – зулу
- 14,4 % – африканс
- 13,1 % – сесото
- 12,5 % – английски